# Robert Röchling

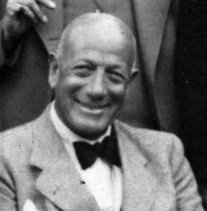
Robert Röchling, 1937

Robert Röchling (*  8. März 1877 in Saarbrücken; † 2. Januar 1948 in Davos) war ein deutscher Montan-Unternehmer.

## Leben und Wirken
Robert Röchling wurde als Sohn des Unternehmens Carl Röchling und dessen Ehefrau Alwine (1837–1918, Tochter des Unternehmers Johann Ludwig Vopelius) geboren und wuchs mit seinen zwölf Geschwistern auf, darunter der Bruder Hermann (1872–1955).
Er studierte in den Fächern Chemie, Elektrotechnik und Eisenhüttenkunde an der Friedrich-Wilhelms-Universität zu Berlin und der Technischen Hochschule (Berlin-)Charlottenburg. In den Jahren von 1905 bis 1916 leitete er die Carlshütte in Diedenhofen in Lothringen.
1919 wurde er von einem französischen Militärgericht in Amiens wegen Diebstahls, Raubes und Zerstörung französischer Fabriken zu zehn Jahren Zwangsarbeit, zehn Millionen Francs Geldstrafe sowie fünfzehn Jahren Verweisung aus Frankreich verurteilt. Sein Bruder Hermann erhielt die gleiche Strafe, konnte sich ihr aber durch Flucht entziehen. Robert Röchling wurde 1925 aus der Haft entlassen. Zu dieser Zeit wurde im Saargebiet über französische Kapitalbeteiligungen an den Saarhütten verhandelt, wobei die Franzosen starken Druck auf die Eigentümer ausübten. Die Röchlings waren zu weiteren Verhandlungen nur unter der Bedingung bereit, dass die Urteile gegen Hermann und Robert Röchling aufgehoben würden. Da dies  abgelehnt wurde, blieben die Röchling’schen Eisen- und Stahlwerke in Völklingen das einzige Unternehmen an der Saar im Familienbesitz und ohne fremde Kapitalbeteiligung.
1925 wurde Robert Röchling Aufsichtsratsvorsitzender der Eisenwerk-Gesellschaft Maximilianshütte AG in Sulzbach-Rosenberg. Im Jahr darauf erwarb die Familie Röchling dort mit knapp über 50 Prozent die Aktienmehrheit. Nach seinem Umzug nach München übernahm Röchling Tätigkeiten in den Aufsichtsräten der Bayerischen Notenbank und der Unternehmen des Röchling-Konzerns.

## Auszeichnungen
- Geheimer Kommerzienrat